# 2008 en Libye
Chronologie de la Libye
- 2004
- 2005
- 2006
- 2007
- 2008
- 2009
- 2010
- 2011
- 2012

Cet article présente les faits marquants de l'année 2008 en Libye.

## Évènements
- 1er janvier 2008 : ayant définitivement renoncé au terrorisme et à son programme nucléaire militaire, le régime du colonel Mouammar Kadhafi obtient un siège au Conseil de sécurité des Nations unies.

- 2 mars 2008 : le président Mouammar Kadhafi estime que le gouvernement n'a pas redistribué à la population libyenne les importants revenus pétroliers et prône une réforme en profondeur.

- 8 avril 2008 : 90 membres du Groupe islamique combattant en Libye (GICL) sont libérés. Ce réseau qui avait affirmé en janvier 2007 sa détermination à combattre le régime de Kadhafi, était rallié à Al-Qaïda et était dirigé par Abou Laith al-Libi jusqu'à sa mort au début de février dans le nord-ouest du Pakistan, tué par un missile américain.

- 16 avril 2008 : le président russe Vladimir Poutine effectue son dernier voyage officiel à l'étranger à trois semaines de son départ prévu du Kremlin, le 7 mai. Au cœur des négociations, la dette libyenne de 3,5 milliards de dollars due à l'URSS en paiement de vieux contrats d'armement, qui pourrait, selon le journal financier russe Vedomosti, se régler à l'amiable dans le cadre de nouveaux contrats militaires pour la fourniture d'avions de combat Su-25 et de systèmes de missiles Tor-M2E pour un montant au moins équivalent, auquel s'ajoutent un contrat commercial avec Gazprom pour fournir tout le Maghreb.

- 23 avril 2008 : l'ambassadeur adjoint de la Libye aux Nations unies, Ibrahim Dabbashi, en pleine réunion du Conseil de sécurité, compare la situation humanitaire dans la bande de Gaza à celle qui régnait dans les camps de concentration nazis, ce qui fait réagir les autres membres dont beaucoup ont quitté immédiatement la réunion. Le lendemain, il confirme son propos de la veille en ajoutant même que la vie à Gaza est « pire » à cause des « bombardements quotidiens ».

- 16 juin 2008 : un bateau transportant des migrants clandestins vers l'Italie fait naufrage, causant la mort de 40 personnes et emportant par le fond près de 100 autres[pas clair].

- 26 juin 2008 : le Français Claude Guéant, secrétaire général de la présidence de la République, est en mission diplomatique auprès du président Mouammar Kadhafi, qu'il rencontre à Syrte, pour le convaincre de participer au sommet de l'Union pour la Méditerranée.

- 23 décembre 2008 : la Libye, qui a un contentieux avec la Suisse depuis l'affaire Hannibal — l'arrestation pendant l'été du fils du colonel Kadhafi à Genève —, supprime les liaisons effectuées par la compagnie aérienne SWISS. Le dirigeant libyen réclame des excuses et des sanctions contre les policiers genevois qui ont arrêté Hannibal Kadhafi et son épouse, suspectés d’avoir maltraité deux domestiques. Il exige aussi le versement de 300 000 francs suisses.